# Tito Maximilian Huber
Tito Maximilian Huber (em polonês/polaco:  Tytus Maksymilian Huber; Krościenko nad Dunajcem, 4 de janeiro de 1872 — Cracóvia, 9 de dezembro de 1950) foi um engenheiro mecânico polonês.
Estudou na Faculdade de Engenharia da Universidade Nacional Politécnica de Lviv, formado em 1895. Fez estudos complementares na Universidade de Berlim, e ao retornar obteve o doutorado.
Foi professor da Universidade Nacional Politécnica de Lviv em 1908. Durante a Primeira Guerra Mundial serviu no exército austríaco, defendendo a fortaleza de Przemyśl. Depois da guerra voltou a trabalhar na Universidade Nacional Politécnica de Lviv, sendo duas vezes o seu reitor: ano letivo 1914/15 e 1921/22. Em 1928 foi para a Universidade Tecnológica de Varsóvia. Após a Segunda Guerra Mundial foi um dos organizadoes da Universidade Técnica de Gdańsk. Em 1949 estabeleceu-se em Cracóvia na Universidade de Ciência e Tecnologia AGH.

## Publicações
- A energia específica de distorção como uma medida da resistência de um material (em polonês), Czasopismo technizne, Lviv, 22:81, 1904
- «Ogólna teorya płyt żel.-betonowych i jej praktyczne zastosowanie do płyty prostokątnej podpartej wzdłuż całego obwodu» (em polaco), Lviv 1914
- «Albert Einstein i jego teorja» (em polaco), Lviv 1920
- «Prace Maksymiliana Hubera dostępne w Sieci» (em polaco) (Katalog HINT)